# Gueorgui Sofronov
Pour les articles homonymes, voir Sofronov.
Gueorgui Sofronov (en russe : Георгий Павлович Софронов ; 19 avril 1893 - 17 mars 1973) est un général soviétique.

## Biographie
En 1914, il est enrôlé dans l'armée russe et étudie à l'école d’adjudant à Moscou. Il participe à la Première Guerre mondiale sur le Front de l'Est (Première Guerre mondiale). Commandant de la 9e armée (Empire de Russie) de novembre 1917 à mars 1918.
En 1918, il rejoint l'Armée rouge et participe à la guerre civile russe.
De 1922 à 1932, il est commandant de brigade puis de division. En 1932, il devient commandant de district militaire. En 1937 il est commandant du district militaire de l'Oural. En 1939, il est nommé au Conseil de l'Armée rouge et en janvier 1941, il commande le district militaire de la mer Baltique.
Il commande l'armée soviétique littorale séparée qui défend Odessa assiégée par les troupes allemandes et roumaines en 1941.

## Distinctions
- L'ordre de Lénine
- L'ordre du Drapeau rouge
- L'ordre de Souvorov